# 虎雞蟲棒棋
虎雞蟲棒棋，是流传中國浙江鄉村的兩人傳統棋類，些許類似鬥獸棋。

## 棋具
- 6*6縱橫線組成，四角與中心皆有米字形格，共四十九個棋點。
  - 每方底線中點稱為基地。

- 棋子有虎、鸡、虫、棒四種，每種每方一枚，以顏色區分敵我。

## 規則
- 初始佈置為虎、鸡、虫、棒四枚棋子自左至右依次放在己方底线，每枚棋子间均空一棋位。

- 双方轮流走子，沿线一格至空位處或可俘虜的敵棋處，不能走入己方基地。
  - 每一種棋子僅能俘虜另一種棋子，虎吃鸡、鸡吃虫，虫吃棒、棒吃虎。在合乎以上规定时，把虜子从棋盘移出，把攻击子走入虜子所在棋位。

- 先走入敵方基地者獲勝[2]。